# 黃昏爪獸屬
黃昏爪獸屬是爪獸科爪獸亞科下的一屬，生存於更新世早期至中期的中國，牠們與奈王爪獸屬為最後存活的爪獸科物種之一。

## 命名學
黃昏爪獸屬的屬名「Hesperotherium」由希臘語的「hesperos」，意思為「黃昏」或「西方」，以及「therion」，意思為「野獸」，所組成。種名「sinense」的意思則為「來自中國的」。

## 古環境學
與中華黃昏爪獸生存於同一地區的動物包括長鼻目的中華乳齒象屬及劍齒象屬、靈長目的巨猿、紅毛猩猩和獼猴、豬科的河馬齒河豬屬、小豬（Sus xiaozhu）和裴氏豬（Sus peii）、鼷鹿科的丘齒鼷鹿屬、鹿科的祖鹿屬、麂和鹿屬、貓熊屬的武陵山貓熊及小種大貓熊、豺屬的古豺、貘屬的中國貘、犀科的獨角犀屬、刺蝟、碩鬣狗、馬、牛亞科的麗牛屬和印度野牛、鼠兔、羊亞科的巨羊屬、以及劍齒虎亞科的巨頦虎屬。